# Koprowa Kopa
Koprowa Kopa lub Ramię Koprowego (słow. Koprovské plece, 2312 m) – wzniesienie w grani głównej odnogi Krywania w słowackich Tatrach Wysokich. Znajduje się pomiędzy Wyżnią Koprową Przełęczą (2148 m) a Koprowym Wierchem (2366 m), od którego oddziela go Koprowa Przehyba (2305 m). Ku południowemu wschodowi (od strony Doliny Hińczowej), opada z niego niezbyt stroma grzęda. W jej prawej (patrząc od dołu) części znajduje się duża, piarżysto-trawiasta depresja, którą zygzakami prowadzi szlak turystyczny na Wyżnią Koprową Przełęcz. Z wierzchołka Koprowej Kopy do Doliny Hińczowej opada wschodni filar. Tworzy on ograniczenie dla głębokiego i bardzo stromego żlebu opadającego z Koprowej Przehyby.
Przez Koprowe Ramię wśród granitowych odłamków skalnych prowadzi z Wyżniej Koprowej Przełęczy czerwony szlak turystyczny na Koprowy Wierch. Z przełęczy tej Koprowy Wierch jest niewidoczny, gdyż przesłania go właśnie Koprowa Kopa.

## Turystyka i taternictwo
– czerwony z Wyżniej Koprowej Przełęczy przez Koprową Kopę i Koprową Przehybę na Koprowy Wierch. Czas przejścia 30 min, ↓ 20 min.
Środkową częścią wschodniej ściany Koprowej Kopy prowadzi droga wspinaczkowa. Trudność III, na jednym odcinku IV w skali tatrzańskiej. Czas przejścia 2 godz., kruszyzna.